# ادوارد باغداساریان (خواننده)
ادوارد سرگئی باغداساریان (ارمنی: Էդուարդ Սերգեյի Բաղդասարյան؛  زادهٔ ۵ فوریهٔ ۱۹۲۸ - درگذشته ۶ ژانویهٔ ۲۰۱۵) خواننده اپرا تنور اهل ارمنستان بود. وی بین سال‌های - تا - میلادی فعالیت می‌کرد.

## زندگی‌نامه
وی در ۵ فوریهٔ ۱۹۲۸ در مرو به دنیا آمد و از آکادمی موسیقی باکو فارغ‌التحصیل گشت. . همچنین برندهٔ جوایزی همچون هنرمند شایسته ارمنستان شوروی شده‌است. وی در ۶ ژانویهٔ ۲۰۱۵ در سن ۸۶ سالگی در ایروان درگذشت.